# 哈尔多·哈尔多松
哈尔多·哈尔多松（1900年1月6日—1965年8月1日），加拿大男子冰球运动员。他曾代表加拿大参加1920年夏季奥林匹克运动会冰球比赛，获得一枚金牌。他于1965年在温尼伯去世。